# Stora mossens naturreservat
Stora mossens naturreservat är ett naturreservat i Finspångs kommun i Östergötlands län.
Området är naturskyddat sedan 2023 och är 365 hektar stort. Reservatet ligger nordost om Grytgöl och består av våtmark med stora mossar bevuxna med tall och ett fyrtiotal fastmarksöar.